# Fyllningsdamm

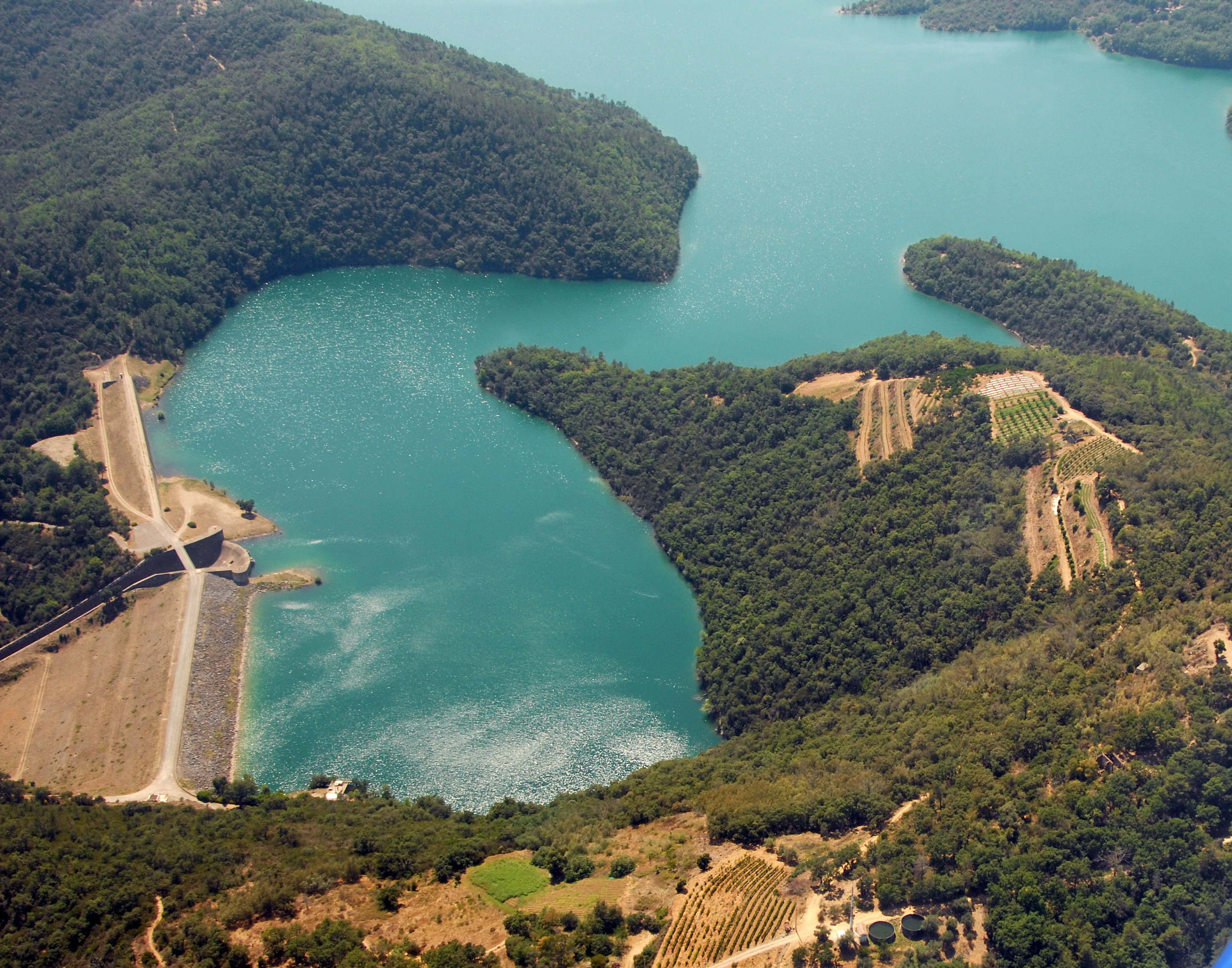
Lac de Saint-Cassien i södra Frankrike

Fyllningsdamm är en dammbyggnad som i huvudsak består av packad jord och sten. Fyllningsdammar brukar delas in i två olika typer: jorddammar och stenfyllningsdammar. Fyllningsdammar är vanligen konstruerade så att tvärsnittet är uppdelat i zoner med olika fysikaliska egenskaper för att säkerställa dammens funktion.
De viktigaste egenskapszonerna i fyllningsdammar är:
- en tätzon som begränsar vattenläckage genom dammen,
- filterzoner som förhindrar att det finare materialet från tätzonen transporteras bort,
- stödjande zoner som ger dammen dess stabilitet och tyngd, samt
- erosionsskydd som läggs uppe på slänterna, både uppströms och nedströms, för att skydda dammen mot erosion av vågor, is, vattenströmmar och nederbörd.

## Jordfyllnadsdamm
Jordfyllnadsdammen byggs av packad jord. En homogen jordfyllningsdamm består bara av en typ av material, plus ett erosionsskydd på den våta sidan och läckvattensdränering på torra sidan. Även denna dammtyp kan konstrueras med filter och en tät kärna (tätzon). Jordfyllningsdammar kan ofta byggas till stor del av material som finns lokalt, detta minimerar transporter och gör dem kostnadseffektiva. Vanligtvis används schaktvagnar för att förflytta massorna och sprida ut dem i tunna lager, som sedan packas med vältar.